# No Filter Tour
No Filter Tour bylo koncertní turné britské rockové skupiny The Rolling Stones, které započalo 9. září 2017 v německém Hamburku a skončilo 23. listopadu 2021 ve floridském Hollywoodu ve Spojených státech. V březnu 2019 se severoamerická část turné musela odložit kvůli plánovanému lékařskému zákroku srdeční chlopně zpěváka Micka Jaggera. Po Jaggerově úspěšné rekonvalescenci se skupina vrátila na koncertní pódia v červnu 2019. Pokračující turné po Spojených státech bylo v roce 2020 opět přerušeno, tentokrát kvůli pandemii covidu–19. Teprve v červenci 2021 bylo oznámeno, že je turné uskutečnitelné. Turné se nemohl zúčastnit bubeník Charlie Watts, který podstoupil blíže nespecifikovaný lékařský zákrok a potřeboval čas na zotavení. Na koncertech jej nahradil Steve Jordan. Watts nakonec zemřel 24. srpna 2021 a skupina mu tak turné věnovala.

## Přehled

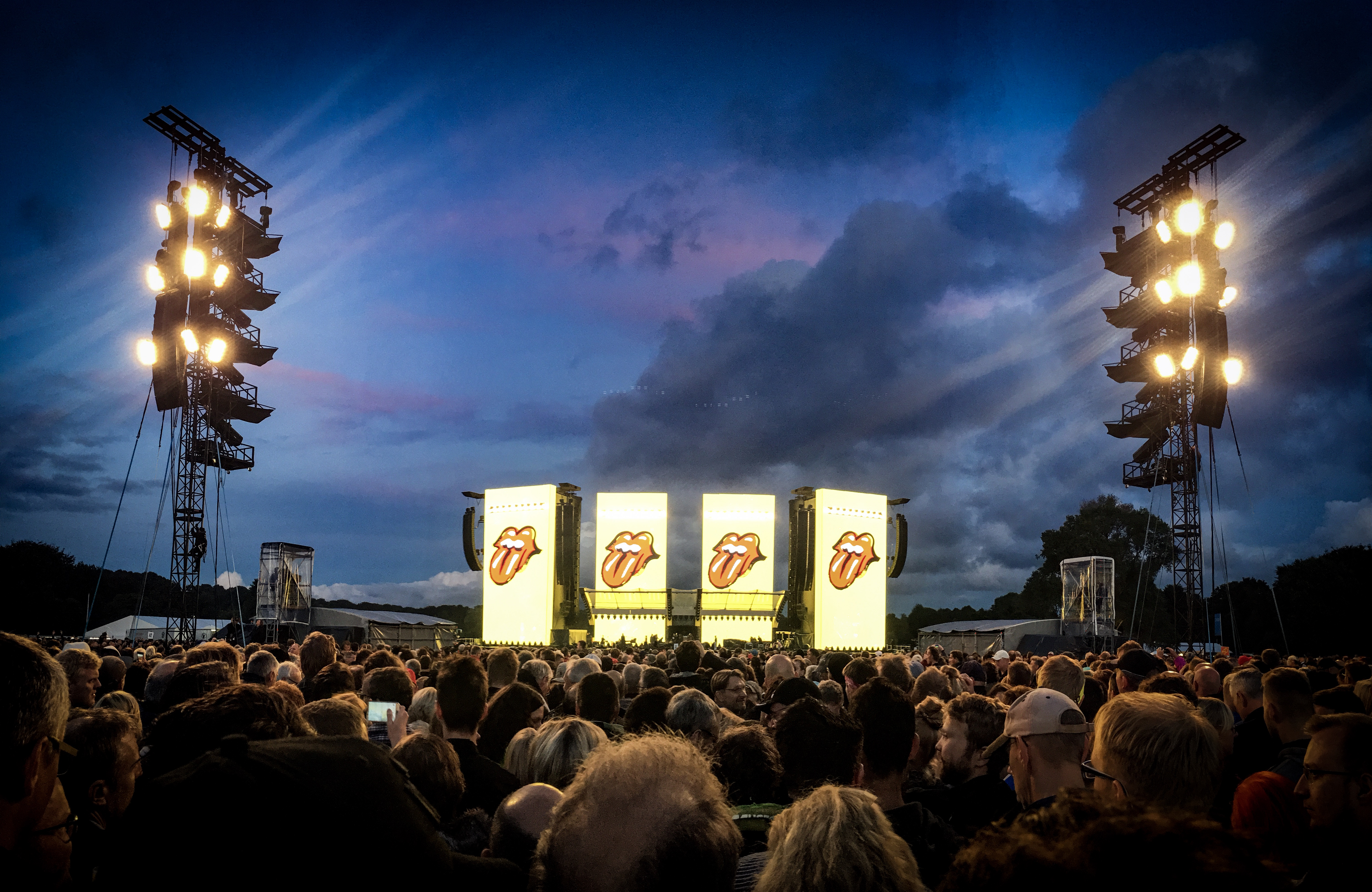
Pódium v hamburském Stadtparku krátce před koncertem.

Turné No Filter bylo oznámeno 9. května 2017, přičemž v září a říjnu téhož roku proběhlo čtrnáct představení na dvanácti různých místech po celé Evropě. Dne 26. února 2018 bylo přidáno čtrnáct nových termínů po celé Evropě a Velké Británii. S celkovou návštěvností 1 509 259 diváků a ziskem 237,8 milionů dolarů se turné v letech 2017 a 2018 stalo jedním z komerčně nejúspěšnějších turné. Severoamerická část turné byla oficiálně oznámena 19. listopadu 2018, přičemž mělo proběhnout 17 koncertů po USA a 1 koncert v Kanadě, počínaje koncertem 20. dubna 2019 v Miami na Floridě.
30. března 2019 bylo ohlášeno, že zpěvák Mick Jagger bude muset podstoupit lékařský zákrok a je proto nutné severoamerickou část turné odložit. Později vyšlo najevo, že se Jagger se musel podrobit operaci srdeční chlopně. 9. dubna 2019 bylo oznámeno, že operace byla úspěšná a Jagger se nyní zotavuje. Skupina poté 16. května oznámila, že turné odstartuje 21. června a 17 odložených termínů připadne na konec srpna.
6. února 2020 bylo přidáno dalších patnáct koncertů po Spojených státech.
Turné bylo 17. března 2020 opět odloženo, tentokrát kvůli pandemii covidu-19. V červenci 2021 bylo oznámeno, že je turné uskutečnitelné. Několik týdnu poté však bylo oznámeno, že se turné nemůže zúčastnit bubeník Charlie Watts, který podstoupil blíže nespecifikovaný lékařský zákrok a potřebuje čas na zotavení. Watts nakonec zemřel 24. srpna 2021. Steve Jordan zaujal jeho místo po celé turné. Celé turné bylo věnováno právě zesnulému Wattsovi, jemuž skupina vzdala hold prostřednictvím projekce archivních záběrů s ním. Pro rok 2021 skupina z repertoáru vyřadila píseň "Brown Sugar", kvůli obavám z nařčení z rasismu. V jejím textu se zpívá o otrokářské lodi mířící k bavlníkovým plantážím nebo o otrokáři, který v noci bičuje ženy. Poprvé od roku 1970, tak skupina z repertoáru vyřadila jednu z nejhranějších písní svého katalogu. Její autoři Mick Jagger a Keith Richards věří, že se k ní brzy vrátí.

## Stage design
Pódium navrhla společnost Stufish Entertainment Architects a postavily jej firmy Stageco a WIcreations. Tvoří jej čtyři LED obrazovky, 22 metrů vysoké a 11 metrů široké. Dva metry pod horním okrajem LED obrazovek je 8 metrů široká mezera pro umístění řady devíti pohyblivých reflektorů s průhledným zastřešením proti dešti. Hlavní pódium právě pokrývá průhledné zastřešení proti povětrnostním vlivům. Jeviště je široké 60 metrů. V letech 2017 a 2018 bylo k hlavnímu jevišti připojeno také molo ve tvaru písmene T. V roce 2019 mělo molo zakončení kruhu, které se stalo dějištěm akustických setů.    

## Setlist
2017:
1. "Sympathy for the Devil"
2. "It's Only Rock 'n Roll (But I Like It)"
3. "Tumbling Dice"
4. "Just Your Fool" (cover od  Buddyho Johnsona a jeho orchestru)
5. "Ride 'Em on Down" (cover od Eddieho Taylora)
6. "Under My Thumb"
7. "Dancing With Mr. D"
8. "You Can't Always Get What You Want"
9. "Paint It Black"
10. "Honky Tonk Women"
11. "Happy"
12. "Slipping Away"
13. "Miss You"
14. "Midnight Rambler"
15. "Street Fighting Man"
16. "Start Me Up"
17. "Brown Sugar"
18. "Jumpin' Jack Flash"
19. "Gimme Shelter" (přídavek)
20. "(I Can't Get No) Satisfaction" (přídavek)

2018:
1. "Street Fighting Man"
2. "It's Only Rock 'n Roll (But I Like It)"
3. "Tumbling Dice"
4. "Just Your Fool" (cover od  Buddyho Johnsona a jeho orchestru)
5. "Ride 'Em on Down" (cover od Eddieho Taylora)
6. "Like a Rolling Stone" (cover od  Boba Dylana)
7. "Paint It Black"
8. "You Can't Always Get What You Want"
9. "Honky Tonk Women"
10. "You Got the Silver"
11. "Before They Make Me Run"
12. "Sympathy for the Devil"
13. "Start Me Up"
14. "Miss You"
15. "Jumpin' Jack Flash"
16. "Midnight Rambler"
17. "Brown Sugar"
18. "Gimme Shelter" (přídavek)
19. "(I Can't Get No) Satisfaction" (přídavek)

2019:
1. "Street Fighting Man"
2. "Let's Spend the Night Together"
3. "Tumbling Dice"
4. "You Can't Always Get What You Want"
5. "2120 South Michigan Avenue" (píseň přehrávána ze záznamu)
6. "Sweet Virginia"
7. "Dead Flowers"
8. "Sympathy for the Devil"
9. "Jumpin' Jack Flash"
10. "Honky Tonk Women"
11. "You Got the Silver"
12. "Slipping Away"
13. "Before They Make Me Run"
14. "Miss You"
15. "Paint It Black"
16. "Midnight Rambler"
17. "Start Me Up"
18. "Brown Sugar"
19. "Gimme Shelter" (přídavek)
20. "(I Can't Get No) Satisfaction" (přídavek)

2021:
1. "Street Fighting Man"
2. "Let's Spend the Night Together"
3. "Tumbling Dice"
4. "19th Nervous Breakdown"
5. "You Can't Always Get What You Want"
6. "Living in a Ghost Town"
7. "Start Me Up"
8. "Honky Tonk Women"
9. "Connection"
10. "Before They Make Me Run"
11. "Slipping Away"
12. "Miss You"
13. "Midnight Rambler"
14. "Paint It Black"
15. "Sympathy for the Devil"
16. "Jumpin' Jack Flash"
17. "Gimme Shelter" (přídavek)
18. "(I Can't Get No) Satisfaction" (přídavek)

Odehrané písně
Out of Our Heads
- "Mercy, Mercy" (Don Covay/Ronnie Miller)
- "(I Can't Get No) Satisfaction"
- "Play With Fire" (Nanker Phelge)

December's Children (And Everybody's)
- "Get Off of My Cloud"

Aftermath
- "Paint It Black"
- "Under My Thumb"

Between the Buttons
- "Let's Spend the Night Together"
- "Ruby Tuesday"
- "Connection"

Their Satanic Majesties Request
- "She's a Rainbow"

Beggars Banquet
- "Sympathy for the Devil"
- "Street Fighting Man"

Let It Bleed
- "Gimme Shelter"
- "Let It Bleed"
- "Midnight Rambler"
- "You Got the Silver"
- "Monkey Man"
- "You Can't Always Get What You Want"

Sticky Fingers
- "Brown Sugar"
- "Wild Horses"
- "Bitch"
- "Dead Flowers"

Exile on Main St.
- "Rocks Off"
- "Tumbling Dice"
- "Happy"
- "Sweet Virginia"
- "All Down the Line"
- "Shine a Light"

Goats Head Soup
- "Dancing With Mr. D"
- "Doo Doo Doo Doo Doo (Heartbreaker)"
- "Angie"

It's Only Rock'n Roll
- "Ain't Too Proud to Beg" (Norman Whitfield/Eddie Holland)
- "It's Only Rock 'n Roll (But I Like It)"

Black and Blue
- "Fool to Cry"

Some Girls
- "Miss You"
- "Far Away Eyes"
- "Before They Make Me Run"
- "Beast of Burden"
- "Shattered"

Emotional Rescue
- "She's So Cold"

Tattoo You
- "Start Me Up"
- "Neighbours"

Dirty Work
- "Harlem Shuffle"  (Bob Relf/Earl Nelson)

Steel Wheels
- "Sad Sad Sad"
- "Slipping Away"

Voodoo Lounge
- "You Got Me Rocking"
- "The Worst"

Stripped
- "Like a Rolling Stone" (Bob Dylan)

Bridges to Babylon
- "Out of Control"

Blue & Lonesome
- "Just Your Fool" (Little Walter)
- "Ride 'Em on Down" (Eddie Taylor)
- "Hate to See You Go" (Little Walter)

Nezařazené
- "Con le mie lacrime (As Tears Go By)"
- "19th Nervous Breakdown"
- "Jumpin' Jack Flash"
- "Honky Tonk Women"
- "Troubles a' Comin"
- "Living in a Ghost Town"

## Sestava
The Rolling Stones
- Mick Jagger – zpěv, kytara, harmonika, perkuse
- Keith Richards – kytara, zpěv
- Ronnie Wood – kytara, pedálová steel kytara (příležitostně)
- Charlie Watts – bicí (2017–2019; zemřel r. 2021)

Ostatní hudebníci
- Darryl Jones – baskytara, doprovodné vokály
- Chuck Leavell – hudební režie, klávesy, doprovodné vokály
- Matt Clifford – klávesy, perkuse, lesní roh, voiceover
- Bernard Fowler – doprovodné vokály, perkuse
- Sasha Allen – doprovodné vokály, zpěv (duet s Jaggerem – "Gimme Shelter")
- Karl Denson – saxofon
- Tim Ries – saxofon, klávesy
- Steve Jordan – bicí (2021; náhrada Charlieho Wattse)

Hosté
- Florence Welch – zpěv (25. května 2018, Londýn, Anglie; "Wild Horses")[46][47]
- James Bay – zpěv (19. června 2018, Londýn, Anglie; "Beast of Burden")[48][49]
- Gary Clark Jr. – zpěv, kytara (7. července 2019, Foxborough, USA; "Ride 'Em on Down")[50]

## Seznam koncertů
| Datum              | Město           | Stát          | Místo                         | Počet diváků      | H. výdělek    | Support                                               |
| Evropa             | Evropa          | Evropa        | Evropa                        | Evropa            | Evropa        | Evropa                                                |
| ------------------ | --------------- | ------------- | ----------------------------- | ----------------- | ------------- | ----------------------------------------------------- |
| 9. září 2017       | Hamburk         | Německo       | Hamburger Stadtpark           | 81,193 / 81,193   | 11,954,300 $  | Kaleo                                                 |
| 12. září 2017      | Mnichov         | Německo       | Olympiastadion                | 72,637 / 72,637   | 11,792,289 $  | Kaleo                                                 |
| 16. září 2017      | Spielberg       | Rakousko      | Red Bull Ring                 | 95,004 / 95,004   | 11,202,349 $  | Kaleo, John Lee Hoker Jr.                             |
| 20. září 2017      | Curych          | Švýcarsko     | Letzigrund                    | 48,963 / 48,963   | 10,304,275 $  | The Struts                                            |
| 23. září 2017      | Lucca           | Itálie        | Mura di Lucca                 | 55,604 / 55,604   | 7,618,277 $   | The Struts                                            |
| 27. září 2017      | Barcelona       | Španělsko     | Estadi Olímpic Lluís Companys | 58,622 / 58,622   | 8,769,703 $   | Los Zigarros                                          |
| 30. září 2017      | Amsterdam       | Nizozemsko    | Amsterdam Arena               | 54,791 / 54,791   | 8,762,079 $   | De Staat                                              |
| 3. října 2017      | Kodaň           | Dánsko        | Telia Parken                  | 47,002 / 47,002   | 8,510,736 $   | Rival Sons                                            |
| 9. října 2017      | Düsseldorf      | Německo       | Esprit Arena                  | 43,295 / 43,295   | 8,487,199 $   | Rival Sons                                            |
| 12. října 2017     | Stockholm       | Švédsko       | Friends Arena                 | 53,770 / 53,770   | 7,880,697 $   | Hellacopters                                          |
| 15. října 2017     | Arnhem          | Nizozemsko    | GelreDome                     | 35,338 / 35,338   | 6,146,461 $   | Leon Bridges                                          |
| 19. října 2017     | Nanterre        | Francie       | U Arena                       | 109,126 / 109,126 | 18,529,324 $  | Cage the Elephant                                     |
| 22. října 2017     | Nanterre        | Francie       | U Arena                       | 109,126 / 109,126 | 18,529,324 $  | Cage the Elephant                                     |
| 25. října 2017     | Nanterre        | Francie       | U Arena                       | 109,126 / 109,126 | 18,529,324 $  | Cage the Elephant                                     |
| Evropa             |                 |               |                               |                   |               |                                                       |
| 17. května 2018    | Dublin          | Irsko         | Croke Park                    | 64,823 / 64,823   | 8,771,102 $   | The Academic                                          |
| 22. května 2018    | Londýn          | Anglie        | London Stadium                | 137,475 / 137,475 | 20,496,695 $  | Liam Gallagher                                        |
| 25. května 2018    | Londýn          | Anglie        | London Stadium                | 137,475 / 137,475 | 20,496,695 $  | Florence and the Machine                              |
| 29. května 2018    | Southampton     | Anglie        | St Mary's Stadium             | 26,582 / 26,582   | 3,676,860 $   | The Vaccines                                          |
| 2. června 2018     | Coventry        | Anglie        | Ricoh Arena                   | 31,599 / 31,599   | 4,120,042 $   | The Specials                                          |
| 5. června 2018     | Manchester      | Anglie        | Old Trafford                  | 46,898 / 46,898   | 7,321,969 $   | Richard Ashcroft                                      |
| 9. června 2018     | Edinburgh       | Skotsko       | Murrayfield Stadium           | 54,221 / 54,221   | 8,187,100 $   | Richard Ashcroft                                      |
| 15. června 2018    | Cardiff         | Wales         | Millennium Stadium            | 48,716 / 48,716   | 6,635,778 $   | Elbow                                                 |
| 19. června 2018    | Londýn          | Anglie        | Twickenham Stadium            | 55,000 / 55,000   | 11,105,252 $  | James Bay                                             |
| 22. června 2018    | Berlín          | Německo       | Olympiastadion                | 67,295 / 67,925   | 12,113,470 $  | The Kooks                                             |
| 26. června 2018    | Marseille       | Francie       | Stade Vélodrome               | 57,409 / 57,409   | 9,591,041 $   | The Glorious Sons                                     |
| 30. června 2018    | Stuttgart       | Německo       | Mercedes-Benz Arena           | 43,291 / 43,291   | 8,785,685 $   | The Kooks                                             |
| 4. července 2018   | Praha           | Česko         | Letiště Letňany               | 65,250 / 65,250   | 8,674,940 $   | Pražský výběr, Gotthard                               |
| 8. července 2018   | Varšava         | Polsko        | PGE Narodowy                  | 52,355 / 52,355   | 8,364,676 $   | Trombone Shorty & Orleans Avenue                      |
| Severní Amerika    |                 |               |                               |                   |               |                                                       |
| 21. června 2019    | Chicago         | Spojené státy | Soldier Field                 | 98,228 / 98,228   | 21,741,564 $  | St. Paul and The Broken Bones                         |
| 25. června 2019    | Chicago         | Spojené státy | Soldier Field                 | 98,228 / 98,228   | 21,741,564 $  | Whiskey Myers                                         |
| 29. června 2019    | Oro-Medonte     | Kanada        | Burl's Creek Event Grounds    | —                 | —             | The Beaches, The Glorious Sons, Sloan, Dwayne Gretsky |
| 3. července 2019   | Landover        | Spojené státy | FedExField                    | 39,082 / 39,082   | 9,257,202 $   | Ghost Hounds                                          |
| 7. července 2019   | Foxborough      | Spojené státy | Gillete Stadium               | 49,669 / 49,669   | 11,675,732 $  | Gary Clark Jr.                                        |
| 15. července 2019  | New Orleans     | Spojené státy | Mercedes-Benz Superdome       | 35,023 / 35,023   | 7,163,692 $   | Ivan Neville's Dumpstaphunk, The Soul Rebels          |
| 19. července 2019  | Jacksonville    | Spojené státy | TIAA Bank Field               | 50,358 / 50,358   | 10,198,392 $  | The Revivalists                                       |
| 23. července 2019  | Filadelfie      | Spojené státy | Lincoln Financial Field       | 51,115 / 51,115   | 11,741,373 $  | Des Rocs                                              |
| 27. července 2019  | Houston         | Spojené státy | NRG Stadium                   | 45,958 / 45,958   | 11,068,397 $  | Bishop Gunn                                           |
| 1. srpna 2019      | East Rutherford | Spojené státy | MetLife Stadium               | 104,964 / 104,964 | 25,510,438 $  | The Wombats                                           |
| 5. srpna 2019      | East Rutherford | Spojené státy | MetLife Stadium               | 104,964 / 104,964 | 25,510,438 $  | Lukas Nelson & Promise of the Real                    |
| 10. srpna 2019     | Denver          | Spojené státy | Broncos Stadium at Mile High  | 58,846 / 58,846   | 13,494,183 $  | Nathaniel Rateliff & the Night Sweats                 |
| 14. srpna 2019     | Seattle         | Spojené státy | CenturyLink Field             | 53,363 / 53,363   | 11,835,818 $  | Lukas Nelson & Promise of the Real                    |
| 18. srpna 2019     | Santa Clara     | Spojené státy | Levi's Stadium                | 47,578 / 47,578   | 11,496,719 $  | Vista Kicks                                           |
| 22. srpna 2019     | Pasadena        | Spojené státy | Rose Bowl                     | 56,974 / 56,974   | 13,113,319 $  | Kaleo                                                 |
| 26. srpna 2019     | Glendale        | Spojené státy | State Farm Stadium            | 52,726 / 52,726   | 9,747,170 $   | Kaleo                                                 |
| 30. srpna 2019     | Miami           | Spojené státy | Hard Rock Stadium             | 40,768 / 40,768   | 9,762,771 $   | —                                                     |
| Spojené státy      |                 |               |                               |                   |               |                                                       |
| 26. září 2021      | St. Louis       | Spojené státy | The Dome at America's Center  | 38,669 / 38,669   | 7,203,265 $   | The Revivalists                                       |
| 30. září 2021      | Charlotte       | Spojené státy | Bank of America Stadium       | 42,577 / 42,577   | 9,074,182 $   | Ghost Hounds                                          |
| 4. října 2021      | Pittsburgh      | Spojené státy | Heinz FIeld                   | 43,702 / 43,702   | 8,781,607 $   | Ghost Hounds                                          |
| 9. října 2021      | Nashville       | Spojené státy | Nissan Stadium                | 42,964 / 42,964   | 8,947,952 $   | Ghost Hounds                                          |
| 14. října 2021     | Los Angeles     | Spojené státy | SoFi Stadium                  | 81,676 / 81,676   | 18,887,679 $  | Ghost Hounds                                          |
| 17. října 2021     | Los Angeles     | Spojené státy | SoFi Stadium                  | 81,676 / 81,676   | 18,887,679 $  | The Glorious Sons                                     |
| 24. října 2021     | Minneapolis     | Spojené státy | U.S. Bank Stadium             | 38,727 / 38,727   | 8,039,757 $   | Black Pumas                                           |
| 29. října 2021     | Tampa           | Spojené státy | Raymond James Stadium         | 52,075 / 52,075   | 11,378,033 $  | Ghost Hounds                                          |
| 2. listopadu 2021  | Dallas          | Spojené státy | Cotton Bowl Stadium           | 42,469 / 42,469   | 8,965,725 $   | Juanes                                                |
| 6. listopadu 2021  | Las Vegas       | Spojené státy | Allegiant Stadium             | 42,600 / 42,600   | 14,804,562 $  | Måneskin                                              |
| 11. listopadu 2021 | Atlanta         | Spojené státy | Mercedes-Benz Stadium         | 49,915 / 49,915   | 11,125,641 $  | Zac Brown Band                                        |
| 15. listopadu 2021 | Detroit         | Spojené státy | Ford Field                    | 40,250 / 40,250   | 8,289,779 $   | Ayron Jones                                           |
| 20. listopadu 2021 | Austin          | Spojené státy | Circuit of the Americas       | 54,854 / 54,854   | 10,078,193 $  | Ghost Hounds                                          |
| 23. listopadu 2021 | Hollywood       | Spojené státy | Hard Rock Live                | 6,725 / 6,725     | 5,330,360 $   | Ghost Hounds                                          |
| Celkem             | Celkem          | Celkem        | Celkem                        | 2,867,799         | 546,515,799 $ |                                                       |